# Jovana Jovović
Jovana Jovović (født 4. december 2001 i Vrbas, Serbien) er en kvindelig serbisk håndboldspiller som spiller for Debreceni VSC og Serbiens kvindehåndboldlandshold.